# Харчевня королевы Гусиные Лапы
«Харчевня королевы Гусиные Лапы» (фр. La Rôtisserie de la reine Pédauque, в первом переводе на русский язык «Саламандра») — роман французского писателя Анатоля Франса, опубликованный в 1893 году.
Действие романа происходит в начале XVIII века в одной из парижских харчевен на улице Сен-Жак. Центральный персонаж — библиотекарь и учёный Жером Куаньяр, который позже появился в романе Франса «Суждения господина Жерома Куаньяра». Сюжет в книге выражен слабо: действие наполняют главным образом диалоги на разные темы. Литературоведы видят в романе заметное влияние философских повестей Вольтера.